# 工藤吉次

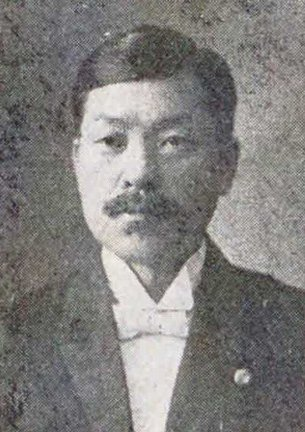
工藤吉次

工藤 吉次（くどう きちじ、明治5年9月29日（1872年10月31日） - 昭和11年（1936年）1月9日）は、衆議院議員（立憲政友会）、弁護士。

## 経歴
山形県西村山郡溝延村（現在の河北町）に、工藤浅吉の二男として生まれる。1893年（明治26年）、明治法律学校（現在の明治大学）を卒業し、1897年（明治30年）に判事検事登用試験に合格した。判事となったが、やがて官を辞して、盛岡市で弁護士を開業した。後に盛岡弁護士会長を務めた。
盛岡市会議員を経て、1912年（明治45年）の第11回衆議院議員総選挙に出馬し、当選。以後、当選回数は3回を数えた。墓所は多磨霊園。